# الريحان (جزين)
الريحان هي إحدى القرى اللبنانية من قرى قضاء جزين في محافظة الجنوب.

## الموقع
ترتفع الريحان 1100 متر عن سطح البحر، وتبعد عن العاصمة بيروت 90 كلم، وتبلغ مساحتها 846 كلم مربع.
تحدها بلدات اللويزة، قروح، سجد، جباع وغيرها.
تعتبر الريحان من أجمل القرى الجنوبية، اذ تحيط بها احراج الصنوبر وتطل على الكثير من القرى والبلدات.
فيها مجلس بلدي مؤلف من 12 عضو، برئاسة حسين فقيه.

## التسمية
تعود تسميتها إلى فصيلة من النبات الطري الحبق ذي رائحة زكية والمذاق الحلو ويكثر وجود هذه النبتة فوق تلال الجبل الذي يحمل اسم البلدة جبل الريحان.
This 

## السكان
يبلغ عدد سكانها حوالي 5000 نسمة، من بينهم عدد كبير من المغتربين.

## اعلامها
ديانا زين : أستاذه وناشطه اجتماعيه تفانت في خدمه البلده 
نور زين : أستاذه في القانون وأصغر كاتبه فرنكوفونيه 
فيصل زين : مهندس ورئيس بلديه سابق عمل للخدمه العامه 
ابراهيم دغيم : دكتور قلب 
سميح دغيم : دكتور وأستاذ جامعي 
امين زين : دكتور وبروفسور قلب في اميريكا 
Aحسين فقيه: رئيس بلدية الريحان الحالي.
خضر فقيه: بروفسور لبناني، وعضو المجلس الاكادمي الاعلى.
محمد فقيه: عميد في الأمن العام اللبناني.
جهاد فقيه: رائد في الأمن العام اللبناني.
محمد فقيه: رئيس البلدية سابقا، الذي تفانى في خدمتها.
رجاء فقيه: اعلامية وصحافية لبنانية بارزة في مجالها.
خليل الزين: قاضي في المحكمة اللبنانية.
جهاد الزين: أستاذ وشاعر.
إبراهيم وهب: أستاذ ومفتش لدى التفتيش التربوي.